# Kaługa I
Kaługa I (ros. Калуга I) – stacja kolejowa w miejscowości Kaługa, w okręgu miejskim Kaługa, w obwodzie kałuskim, w Rosji. Położona jest na linii Wiaźma – Kaługa – Tuła.

## Historia
Stacja powstała w XIX w. na drodze żelaznej syzrańsko-wiaziemskiej pomiędzy stacjami Żelabużskaja i Piatowskaja. Później zbudowano łącznice do stacji Tichonowa Pustyń.

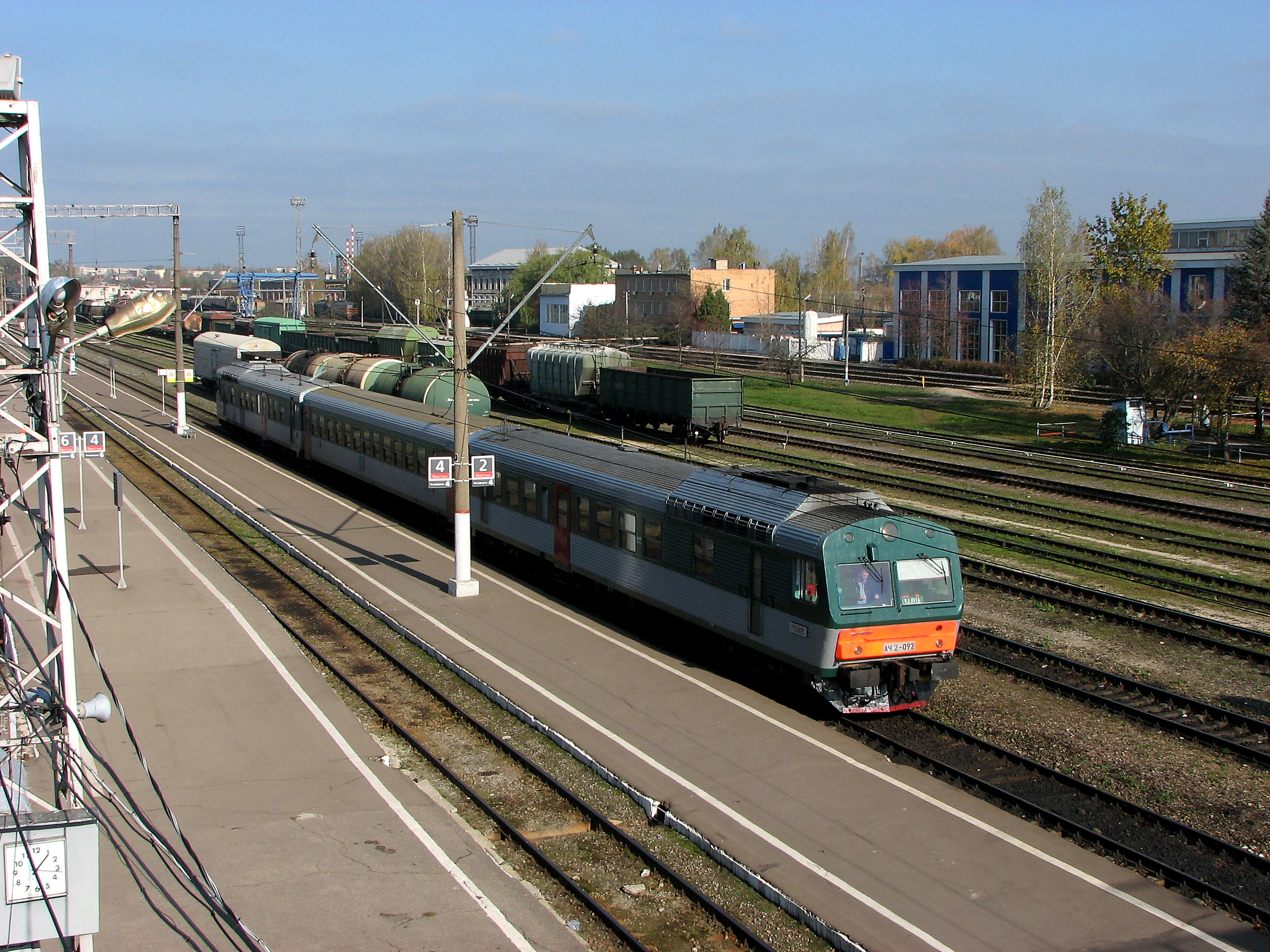
widok w stronę Wiaźmy
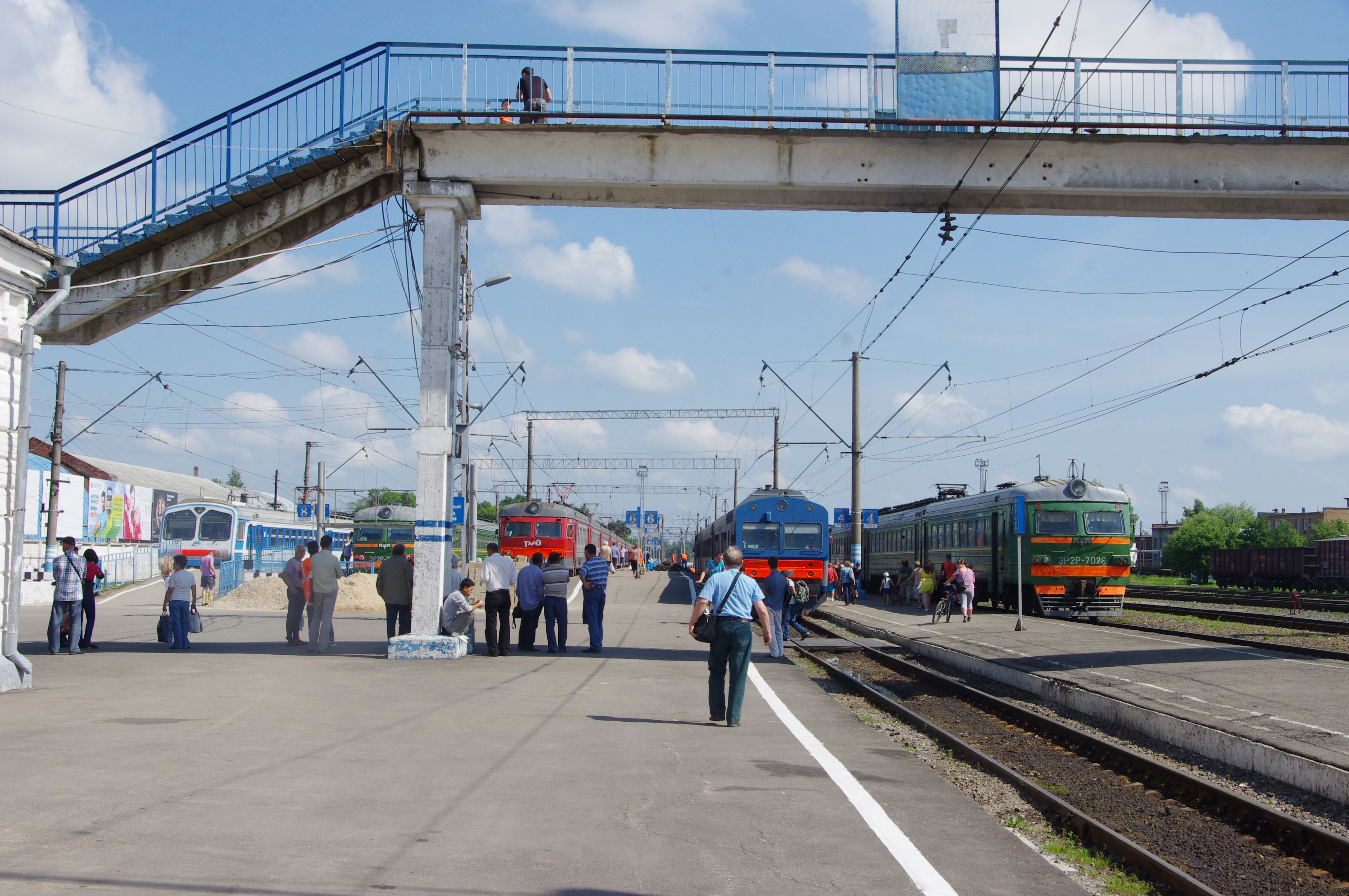
widok w stronę Wiaźmy
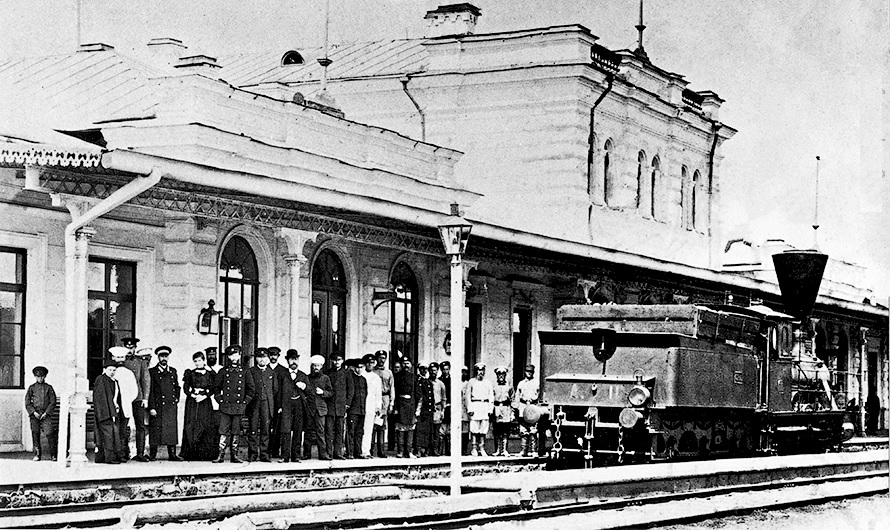
stacja w XIX w.
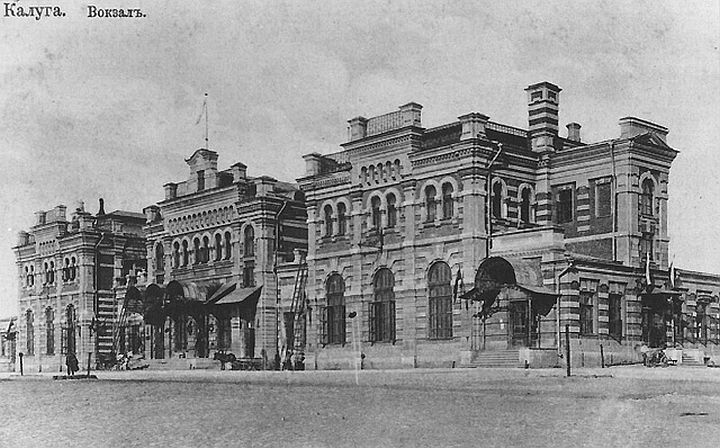
stacja na pocz. XX w.